# Czarnów (Neder-Silezië)
Czarnów is een dorp in de Poolse woiwodschap Neder-Silezië. De plaats maakt deel uit van de gemeente Kamienna Góra.

## Galerij

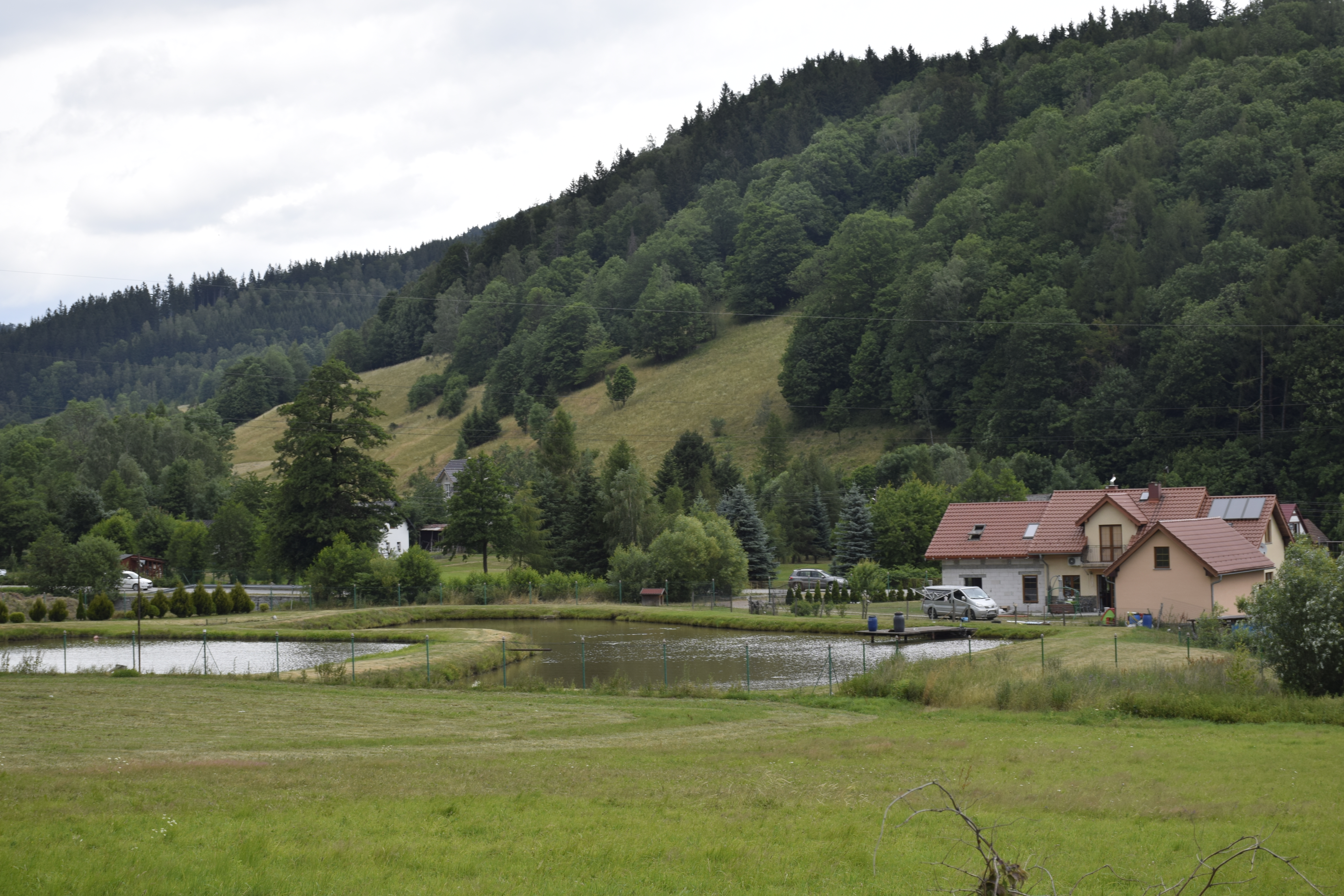
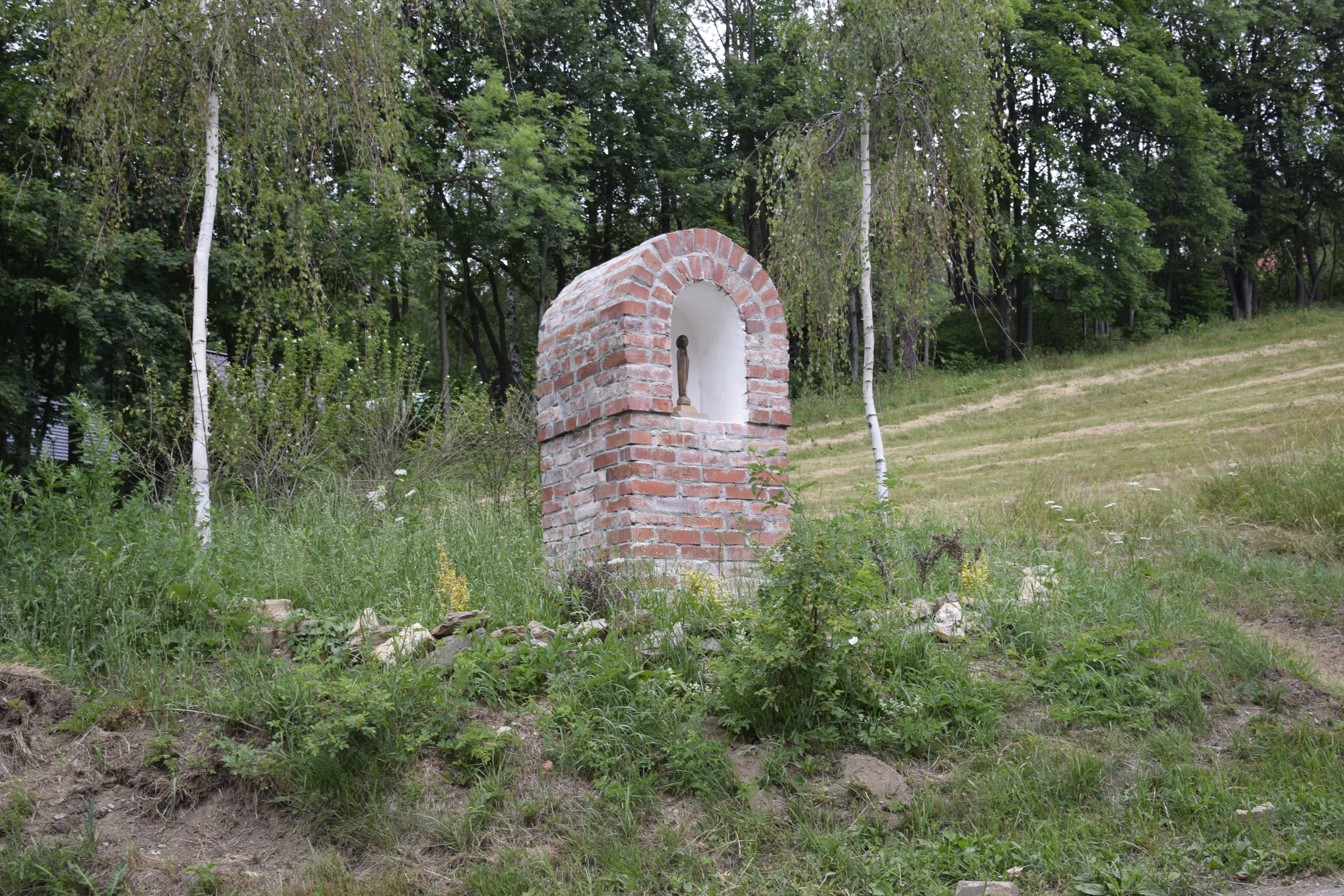
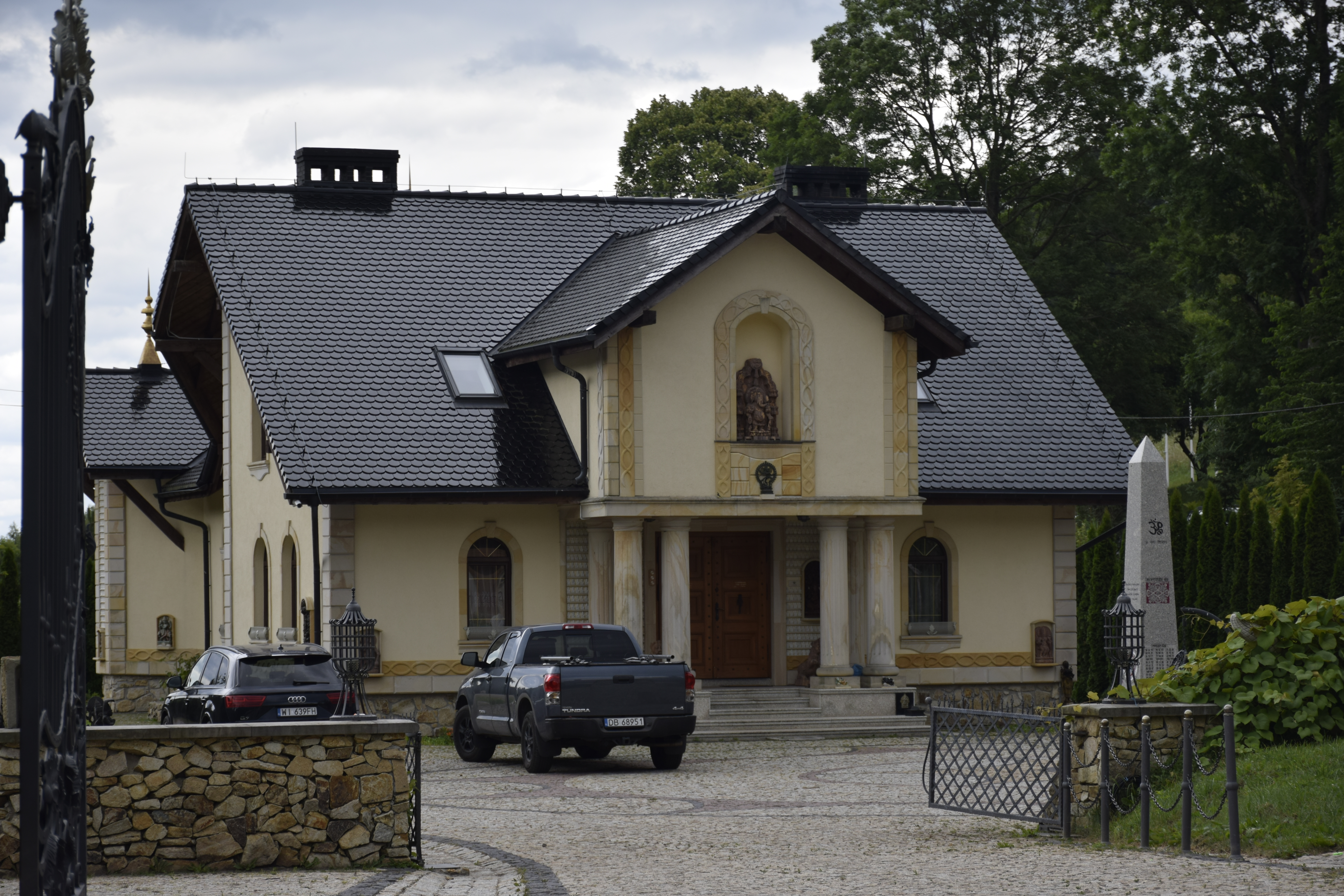